# کوه گر
کوه گر مرودشت نام یکی از کوه‌های استان فارس می‌باشد.

## جغرافیا
این کوه در شمال شهرستان مرودشت قرار گرفته و ۳۱۰۹ متر ارتفاع دارد . جهت عمومی کوه های این شهرستان نیز مطابق با جهت عمومی زاگرس (شمال غربی- جنوب شرقی) می باشد.